# Ермаков, Евгений Фёдорович
Евге́ний Фёдорович Ермако́в (21 января 1868, Могилёв-Подольский — 1946, Нови-Сад) — российский архитектор, киевский епархиальный архитектор.

## Биография
Родился в семье подпоручика 132-го пехотного Бендерского полка Федора Андреевича Ермакова в городе Могилев-Подольский 21 января 1868 года. Окончил Киевское реальное училище. С 1887 по 1892 год учился в Институте гражданских инженеров (Санкт-Петербург), где получил должное звание по I разряду. 
После окончания института служил в Киеве инженером при Городской управе. С 1898 года занимал должность архитектора Киевской епархии, с 1899 — также архитектора Киево-Печерской лавры.
С началом первой мировой войны Ермакова мобилизовали для выполнения работ военного ведомства. В Золотоноше и Прилуках по его проектам возведены здания для госпиталей со всем оборудованием на 2500 человек каждый.
Впоследствии архитектор вернулся в Киев. Известно, что во времена правления гетмана Скоропадского он жил в доме на улице Владимирской, 20. В дальнейшем эмигрировал, жил в Югославии. Скончался в 1946 году в городе Нови-Сад.
Старший брат архитектора Василий Ермаков известен как Михаил (Ермаков), митрополит Киевский, Галицкий и всея Украины.

## Стиль
Использовал для культовых зданий в основном формы неорусского и неовизантийского стилевых направлений, для жилых и общественных зданий — необарокко, элементы стиля модерн и «кирпичного стиля».

## Проекты

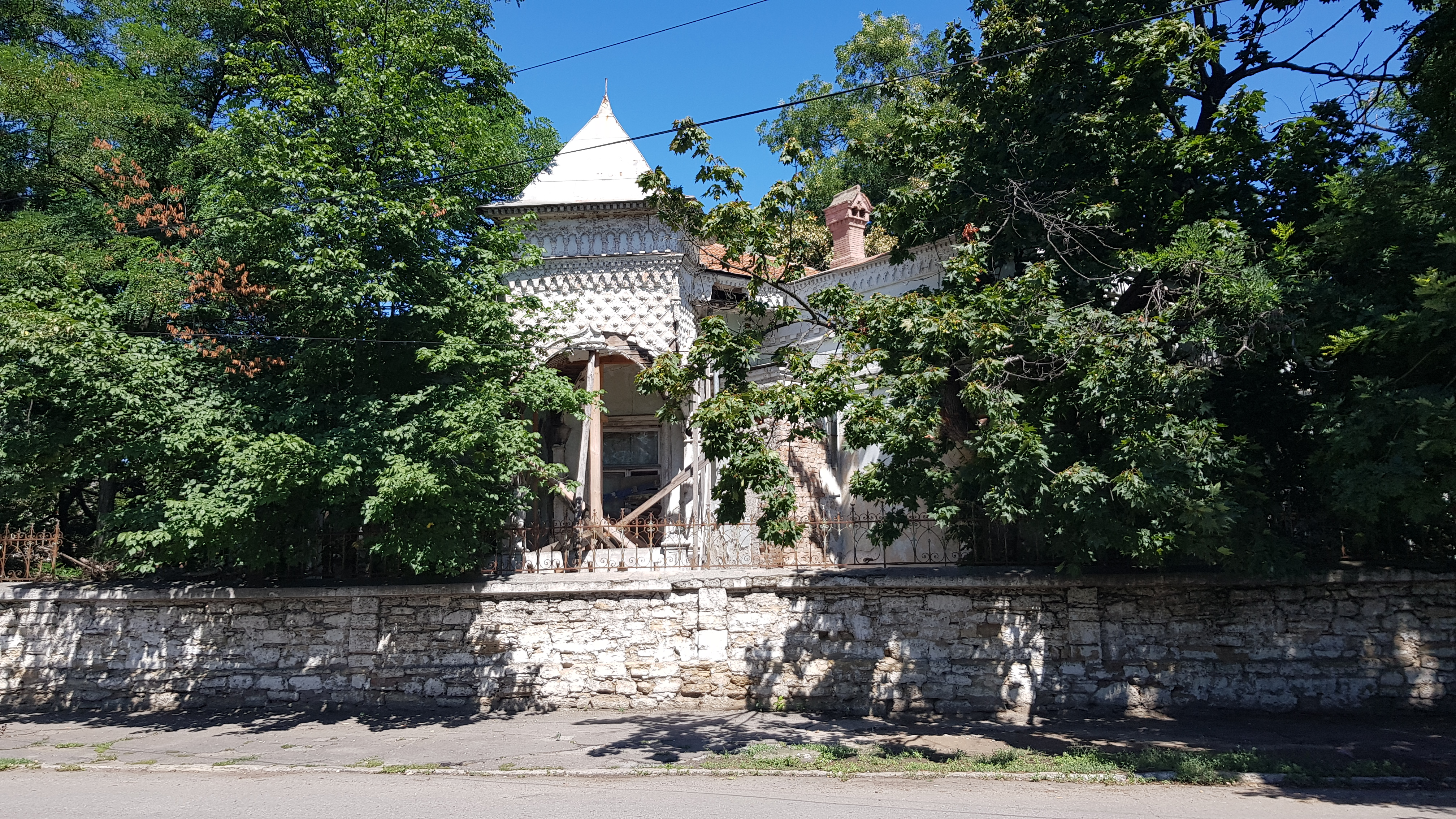
Особняк Ярошевича в Белгород-Днестровский, Одесская область

- Особняк Л. А. Волконской (известен как особняк Ярошевича) в Белгороде-Днестровском, Одесская область (1890)
- Кельи (корпус № 2) Флоровского монастыря (1895)
- Беседка на террасе Андреевского спуска (1897—1898)
- Беседка на Владимирской горке (1898, план и надзор)
- Корпус настоятеля Выдубицкого монастыря (1898, перестройка)
- Духовная семинария на Вознесенском спуске (1899—1901, с использованием проекта синодального архитектора Е. Морозова)
- Многоэтажный дом на Софийской площади по ул. Владимирской № 20 (1898—1899, надстроен 1904—1905)
- Второе женское училище духовного ведомства на ул. Десятинной № 4-6 (1900, надстройка 4-го этажа)
- Покровская церковь по ул. Мостицкой № 18 (1900—1906, заканчивал строительство Н. Казанский, росписи И. Ижакевича)
- Особняк М. Бродской на углу ул. Институтской № 26 и переулка Виноградного (1900—1912)
- Кельи Свято-Покровской пустыни в Голосеево (конец XIX века)
- Православное религиозно-просветительное общество на ул. Большой Житомирской № 9 (1902—1903)
- Пристройка ризницы и библиотеки к колокольне Выдубицкого монастыря (1902)
- Жилой дом в Рыльском переулке № 3 (1903)
- Доходный дом на Софийской площади / ул. Владимирской № 22 (1903—1904, с участием А. Вербицкого)
- Церковно-учительская школа / семинария на углу улиц Пугачева № 12/2 и Багговутовской (1903)
- Расширение помещений бани Братского Богоявленского монастыря (1904)
- Шатровая часовня с усыпальницей генерала Ф. Пышенкова (1905) на углу улиц Овручской и Багговутовской, не сохранилась
- Жилой дом на ул. Трехсвятительской № 4 (1906)
- Церковь Святого Князя Владимира на Новостроенской площади (ныне район дворца Украина, не сохранилась) (1906)[4]
- Ильинская церковь на углу ул. Безаковской № 25 и Жилянской (1908—1914), не сохранилась
- Церковь святого Симеона Столпника, Петропавловская Борщаговка (1908—1909)
- Больница и часовня (не сохранилась) Киевского благотворительного общества на ул. Большой Васильковской № 104 (1909)
- Киево-Лыбедская Троицкая церковь (начало XX века), не достроена, не сохранилась
- Хирургический корпус Покровского монастыря (1910—1911)
- Церковь святой Елизаветы на Трухановом острове (1910—1911), не сохранилась
- Церковь Живоносного Источника Пресвятой Богородицы Свято-Покровской пустыни в Голосеево (1910—1912)
- Собор святого Пантелеймона в Феофании (1912)

По проектам Евгения Ермакова в Киево-Печерской лавре были построены:
- Аптека (корпус № 24) (1902—1903)
- Магазин икон у южных ворот (корпус № 35) (1902—1903)
- Корпус певчих митрополичьего хора (корпус № 6) (1902—1904)
- Переплетная (корпус № 15) (1903—1904)
- Благовещенская митрополичья церковь (корпус № 86) (1905)
- Забор водосвятной часовни — кивория (корпус № 95) (1906)
- Отель (корпус № 19) (1906—1908)
- Библиотека Флавиана (корпус № 5) (1908—1909)
- Проскурня (корпус № 11) (1913)
- Насосная (корпус № 47) (1913)
- Лаврская больница с церковью (корпус № 111), 1911—1914[5].